# Aeroportul Ketapang
Aeroportul Ketapang (IATA: KTG, ICAO: WIOK) este un aeroport din Ketapang⁠(d), West Kalimantan⁠(d), Indonezia ce deservește zona Ketapang⁠(d). Aeroportul a fost tranzitat în 2018 de 433.764 de pasageri. A fost numit după zona deservită.
Situat la o altitudine de 14 m, aeroportul dispune de o singură pistă.